# II liga polska w hokeju na lodzie (1986/1987)
II liga polska w hokeju na lodzie 1986/1987 – 32. sezon drugiego poziomu ligowego hokeja na lodzie w Polsce. Został rozegrany na przełomie 1986 i 1987 roku.

## Formuła
W odróżnieniu do poprzednich sezonów uczestników podzielono na trzy grupy: Północną, Centralną i Południową. Początkowo informowano, że zgodnie z przyjętą formułą, po zakończeniu czterorundowego sezonu zasadniczego dwie pierwsze drużyny z grup miały rozegrać rywalizację systemem play-off. Później pojawiła się informacja, że w grupach drużyny zagrają każdy z każdym po sześć spotkań, a do fazy play-off awansują cztery zespoły z Grupy I Centralnej oraz zwycięzcy dwóch pozostałych.

## Uczestnicy
Grupa I Centralna
- GKS Jastrzębie, Legia KTH Krynica, Pomorzanin Toruń, Stal Sanok, Unia Oświęcim

Grupa Południowa
Grupa Północna
W lidze wystąpili: Boruta Zgierz, Dolmel Wrocław, Odra Opole, Podhale II Nowy Targ, Pogoń Siedlce, Polonia II Bytom, Stoczniowiec II Gdańsk, Zagłębie II Sosnowiec, Znicz Pruszków (brak jest informacji o zaszeregowaniu tych drużyn do danej grupy powyżej)

## Sezon zasadniczy

### Grupa I Centralna
| - I dwumecz – 20-21.IX.1986: - Stal Sanok – GKS Jastrzębie 6:3 (0:1, 4:1, 2:1), 11:5 (5:1, 1:3, 5:1) - Pomorzanin Toruń – Unia Oświęcim 3:6 (1:2, 2:2, 0:2), 9:2 (5:0, 2:1, 2:1) - Legia KTH Krynica – pauza - II dwumecz – 27-28.IX.1986: - Unia Oświęcim – Stal Sanok 6:5, 6:6 - Legia KTH Krynica – Pomorzanin Toruń 2:16, 7:9 - GKS Jastrzębie – pauza - III dwumecz – 04-05.X.1986: - Stal Sanok – Legia KTH Krynica 8:3 (2:2, 4:0, 2:1), 2:4 (0:3, 0:1, 2:0) - Unia Oświęcim – GKS Jastrzębie 8:2, 7:7 - Pomorzanin Toruń – pauza - IV dwumecz – 11-12.X.1986: - Pomorzanin Toruń – Stal Sanok 13:0, 10:2 - Legia KTH Krynica – GKS Jastrzębie 3:1, 6:7 - Unia Oświęcim – pauza - V dwumecz – 18-19.X.1986: - Unia Oświęcim – Legia KTH Krynica 12:4, 8:0 - Pomorzanin Toruń – GKS Jastrzębie 10:5, 9:2 - Stal Sanok – pauza |  | - I dwumecz – 25-26.X.1986: - Stal Sanok – GKS Jastrzębie 1:6 (1:0, 0:2, 0:4), 8:7 (1:3, 3:0, 4:4) - Unia Oświęcim – Pomorzanin Toruń 7:2, 4:4 - Legia KTH Krynica – pauza - II dwumecz – 08-09.XI.1986: - Stal Sanok – Unia Oświęcim 5:9 (1:1, 2:5, 2:3), 3:9 (2:2, 0:3, 1:4) - Pomorzanin Toruń – Legia KTH Krynica - GKS Jastrzębie – pauza - III dwumecz – 02-03.XI.1986: - Legia KTH Krynica – Stal Sanok 6:2 (3:0, 3:2, 0:0), 2:3 (0:0, 0:2, 2:1) - GKS Jastrzębie – Unia Oświęcim - Pomorzanin Toruń – pauza - IV dwumecz – 22-23.XI.1986: - Stal Sanok – Pomorzanin Toruń 3:11 (1:3, 1:6, 1:2), 0:4 (0:1, 0:1, 0:2) - GKS Jastrzębie – Legia KTH Krynica 3:4, 8:2 - Unia Oświęcim – pauza - V dwumecz – 29-30.XI.1986: - Legia KTH Krynica – Unia Oświęcim 2:3, 1:6 - GKS Jastrzębie – Pomorzanin Toruń 6:8, 7:11 - Stal Sanok – pauza |

| - I dwumecz – 06-07.XII.1986: - Stal Sanok – Legia KTH Krynica 2:1 (1:0, 0:0, 1:1), 6:1 (2:1, 2:0, 2:0) - II dwumecz – 13-14.XII.1986: - GKS Jastrzębie – Stal Sanok - Pomorzanin Toruń – Unia Oświęcim - Legia KTH Krynica – pauza - III dwumecz – 20-21.XII.1986: - Stal Sanok – Unia Oświęcim 1:12 (0:10, 1:0, 0:2), 3:6 (2:1, 1:1, 0:4) - Legia KTH Krynica – GKS Jastrzębie 3:5, 3:2 - Pomorzanin Toruń – pauza - IV dwumecz – 10-11.I.1987: - Pomorzanin Toruń – Stal Sanok 8:4, 7:1 |                   | \| Lp. \| Zespół \| M \| Pkt \| W \| R \| P \| G + \| G - \| +/- \| \| --- \| ----------------- \| -- \| --- \| -- \| - \| -- \| --- \| --- \| --- \| \| 1 \| Unia Oświęcim \| 24 \| 41 \| 19 \| 3 \| 2 \| 188 \| 90 \| \| \| 2 \| Pomorzanin Toruń \| 24 \| 40 \| 19 \| 2 \| 3 \| 196 \| 83 \| \| \| 3 \| Stal Sanok \| 24 \| 16 \| 7 \| 2 \| 15 \| 89 \| 147 \| \| \| 4 \| GKS Jastrzębie \| 24 \| 12 \| 5 \| 2 \| 17 \| 98 \| 172 \| \| \| 5 \| Legia KTH Krynica \| 24 \| 11 \| 5 \| 1 \| 18 \| 79 \| 158 \| \| Uwagi: - = awans do fazy play-off - Drużyna Unii wyprzedziła Pomorzanina o jeden punkt. |     |    |   |    |     |     |     |
| Lp. | Zespół            | M | Pkt | W  | R | P  | G + | G - | +/- |
| 1 | Unia Oświęcim     | 24 | 41  | 19 | 3 | 2  | 188 | 90  |     |
| 2 | Pomorzanin Toruń  | 24 | 40  | 19 | 2 | 3  | 196 | 83  |     |
| 3 | Stal Sanok        | 24 | 16  | 7  | 2 | 15 | 89  | 147 |     |
| 4 | GKS Jastrzębie    | 24 | 12  | 5  | 2 | 17 | 98  | 172 |     |
| 5 | Legia KTH Krynica | 24 | 11  | 5  | 1 | 18 | 79  | 158 |     |

## Faza play-off
I etap
- 08.02.1987[21]:
  - Stal Sanok – Boruta Zgierz 10:5 (3:1, 2:2, 5:2)
- 12.02.1987[22]:
  - Boruta Zgierz – Stal Sanok 8:7 d.
- 14.02.1987[23]:
  - Stal Sanok – Boruta Zgierz 6:4 (2:2, 2:1, 2:1)

Półfinały
- Unia Oświęcim – GKS Jastrzębie 12:5, 8:4
- 18.02.1987 (zgodnie z regulaminem do awansu Stal potrzebowała trzech zwycięstw w czterech spotkaniach przy tylko jednym meczu rozgrywanym na swoim lodowisku)[24]:
  - Pomorzanin Toruń – Stal Sanok 15:3
- 22.02.1987[25]:
  - Stal Sanok – Pomorzanin Toruń 3:7 (0:2, 3:2, 0:3)

O 3. miejsce
- 07 lub 08.03.1987[26]:
  - GKS Jastrzębie – Stal Sanok 5:3 (2:1, 2:2, 1:0)
- 14 lub 15.03.1987[27]:
  - Stal Sanok – GKS Jastrzębie 7:3 (2:1, 2:1, 3:1)

Finał
- 01.03.1987:
  - Unia Oświęcim – Pomorzanin Toruń 6:4 (1:2, 3:1, 2:1)
- 04.03.1987:
  - Pomorzanin Toruń – Unia Oświęcim 4:6 (2:2, 1:1, 1:3)

Mistrzostwo II ligi edycji 1986/1987 i jednocześnie awans do I ligi w sezonie 1987/1988 uzyskał zespół Unii Oświęcim.